# 레이스 볼파크
레이스 볼파크(Rays Ballpark)은 미국 플로리다주 세인트피터즈버그에 위치한 미래 개장 예정인 야구장이다. 메이저 리그 탬파베이 레이스의 홈구장으로 사용할 예정이다.

## 같이 보기
- 오클랜드 볼파크